# TVT (rete televisiva)
TVT è stata un'emittente televisiva locale italiana che trasmetteva in Sicilia, fondata dall'imprenditore Hushmand Toluian. 

## Palinsesto
L'emittente trasmetteva il telegiornale TGT, dal lunedì al sabato; alcuni tra i programmi più noti che ha prodotto negli anni sono stati: Corto circuito, Babilonia, Parlamentare, T-Time, Liberamente, Ore 12.00 e Parliamone, 30 minuti in forma, Triquetra tattoo, Giù Box, Su-x-giù.
La domenica veniva trasmesso il TGT Seven che consisteva nel riassunto delle principali notizie della settimana.
Dal 1º marzo 2009 al 2013 TVT ha aderito al circuito Cinquestelle.